# Leopold V. (Österreich)

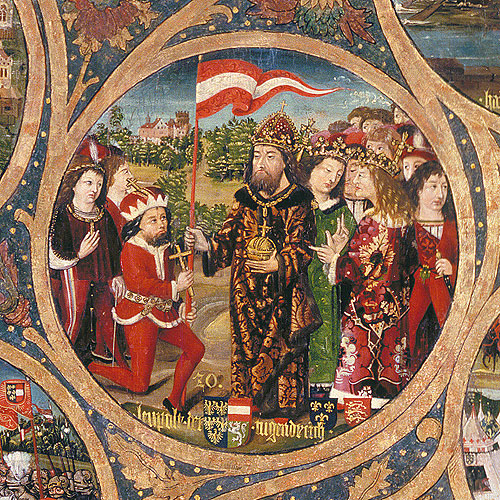
Herzog Leopold V. (der Tugendhafte), links kniend, erhält nach der Belagerung von Akkon das rot-weiß-rote Banner vom deutschen Kaiser Heinrich VI. (Ausschnitt aus dem Babenberger-Stammbaum, Stift Klosterneuburg)

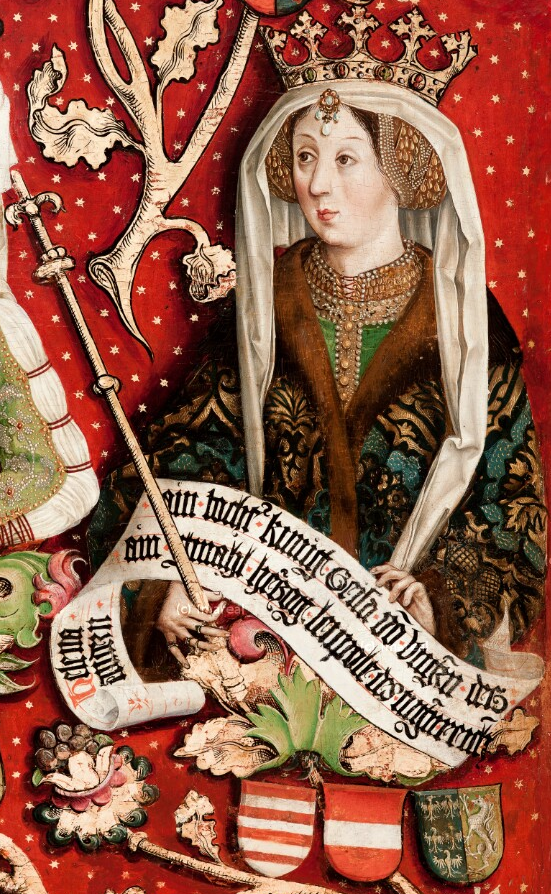
Herzogin Helena, Gemahlin Leopolds V., Tochter König Geisas II. von Ungarn. (Ausschnitt aus dem Babenberger-Stammbaum, Stift Klosterneuburg)

Leopold V., der Tugendhafte/Tugendreiche (* 1157; † 31. Dezember 1194 in Graz), war Herzog von Österreich (1177–1194) und der Steiermark (1192–1194) aus einer Familie, die heute als die Babenberger bekannt ist.
Leopold war der Sohn von Heinrich II. Jasomirgott und Theodora Komnena, einer Nichte des byzantinischen Kaisers Manuel I.

## Leben
1174 hatte Leopold die Schwester des ungarischen Königs Bela geheiratet. Im ungarischen Thronstreit wurde Leopold auf Wunsch seines Vaters im Sommer 1174 mit dem Herzogtum Österreich belehnt. Als sein Vater 1177 starb, führte Leopold dessen Kampf gegen den Herzog von Böhmen Soběslav II. weiter. Nach dessen Sturz wurde mit Herzog Friedrich (Bedřich) 1179 Frieden geschlossen und der Grenzverlauf zwischen Böhmen und Österreich geregelt.
1182 unternahm Leopold eine Pilgerreise nach Jerusalem und besuchte unterwegs den byzantinischen Kaiser Alexios II. Komnenos in Konstantinopel.
Leopold pflegte engen Kontakt zu Kaiser Friedrich I. Barbarossa und beteiligte sich beispielsweise 1185 an dessen sechstem Italienzug.
Am 17. August 1186 wurde die Georgenberger Handfeste ausgehandelt, durch die nach dem Erbfall 1192 die Steiermark und zentrale Teile Oberösterreichs mit Österreich verbunden wurden. Dies geschah auf dem zweiten Reichstag in Worms 1192 und war der erste Schritt zur Schaffung des Länderkomplexes Österreich.

### Gefangennahme von Richard Löwenherz
In die Geschichte ging er ein, indem er den englischen König Richard Löwenherz auf dessen Rückweg vom Dritten Kreuzzug gefangen nehmen ließ.
Leopold selbst war im August 1190 als Kreuzfahrer mit einem kleinen Kontingent auf dem Seeweg von Venedig ins Heilige Land aufgebrochen und hatte sich im Jänner 1191 der Belagerung von Akkon angeschlossen. Dort übernahm er das Kommando über die dortigen deutschen Kreuzfahrer. Zwischen April und Juli 1191 wurden die christlichen Belagerer um die Heere des Dritten Kreuzzugs unter dem französischen König Philipp II. August und dem englischen König Richard Löwenherz verstärkt. Diese übernahmen das Kommando und eroberten Akkon am 12. Juli 1191. Bei der folgenden Besetzung der Stadt zerstritt Leopold sich mit dem englischen König Richard Löwenherz. Leopold und sein deutsches Kontingent hatte bei der schließlichen Eroberung der Stadt nur eine geringe Rolle gespielt. Dennoch war Leopold so selbstbewusst, ebenso wie die beiden Könige seine Babenberger Fahne an einem Burgturm anzubringen – eine Geste, mit der er sich, obwohl nur im Range eines Herzogs, auf die gleiche Stufe wie die beiden Könige stellte und den gleichen Beuteanteil wie diese beanspruchte. Richard Löwenherz reagierte darauf wenig diplomatisch, wies die Ansprüche Leopolds rüde zurück und ließ die Fahne Leopolds vom Burgturm hinabwerfen. Dieser reiste nach diesem Affront heim, wo er im November oder Dezember 1191 eintraf. Es bestehen allerdings Zweifel, ob der Vorfall bei Akkon überhaupt stattgefunden hat oder von zeitgenössischen Chronisten erfunden bzw. hochgespielt wurde, um die von der Kirche streng untersagte Festnahme eines Kreuzritters bei dessen Heimkehr zu rechtfertigen. Dafür spricht, dass Richard sich kaum wissentlich in die Nähe der Residenz seines angeblichen Widersachers begeben hätte.
Auf der Heimreise nach England 1192 musste Richard Löwenherz aufgrund widriger Umstände mit kleinem Gefolge, als Pilger getarnt, den Landweg über Österreich einschlagen. Er tauchte in Kärnten auf und wurde in Friesach zum ersten Mal erkannt und Leopold V. befahl, den König gefangenzusetzen. Richard konnte aber entkommen. Am 6. Dezember 1192 war Richard in Bruck an der Mur in der Steiermark, wo er durch sein höfisches Gehabe auffiel. Von dort gelangte er über den Semmering nach Wien. Am 21. Dezember 1192 traf er in Erdberg, einem Vorort von Wien ein. Als er dort Station machte, wurde er erkannt und von Leopolds Schergen gefangen genommen. Die Gefangennahme hatte Kaiser Heinrich VI. zuvor in Mailand mit dem französischen König Philipp August verabredet. Leopold hielt Richard in der Burg Dürnstein gefangen, dann lieferte er ihn an Kaiser Heinrich VI. aus. Seinen Anteil am immensen Lösegeld von sechstausend Eimern Silber, das entspricht 100.000 Mark oder 23,3 Tonnen Silber, verwendete Leopold zur Gründung der Münze in Wien, für den Bau einer neuen und stark erweiterten Wiener Stadtmauer und der Gründung der Städte Wiener Neustadt und Friedberg.
Die Gefangennahme des Königs brachte Leopold aber auch unter enormen politischen Druck, denn dieser stand als Kreuzfahrer unter dem besonderen Schutz der Kirche. So sprach Papst Coelestin III. ihm die Exkommunikation und das Interdikt seiner Länder aus. Diese wurden anscheinend aber nicht veröffentlicht. Der Papst ließ durch den Bischof von Verona Bedingungen stellen, unter denen die Exkommunikation wieder aufgehoben werden sollte. Zu diesen gehörte die Freilassung von englischen Geiseln und die Rückgabe des Lösegeldes. Außerdem sollte der Herzog mit seinen Leuten alsbald in das Heilige Land ziehen und dort so lange im Dienst der Kirche kämpfen, wie König Richard in Gefangenschaft war.

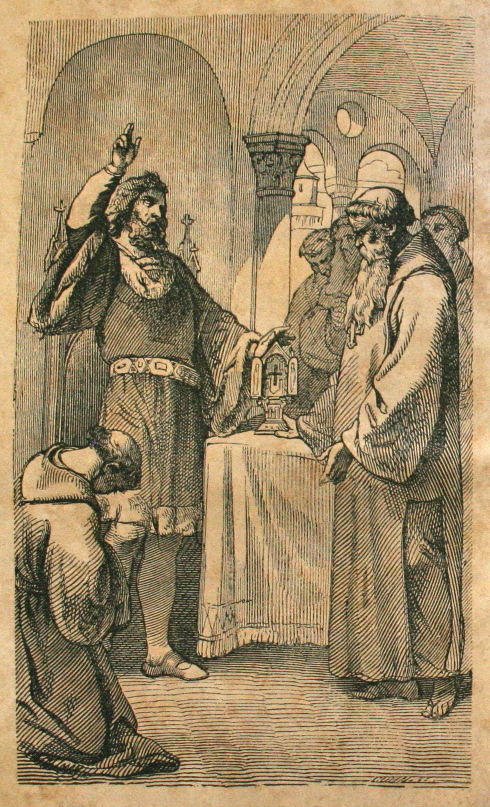
Leopold schenkt den Zisterziensern von Heiligenkreuz 1188 eine Kreuzreliquie (historisierende Darstellung).

Die Bedingungen zur Aufhebung der Exkommunikation waren noch nicht erfüllt, weder Geiseln noch das Lösegeld waren übergeben, mit den Vorbereitungen zur Kreuzfahrt war aber schon begonnen worden, als Herzog Leopold während eines Turniers vom Pferd stürzte und einen offenen Beinbruch erlitt. Gleich darauf versprach er dem Pfarrer von Hartberg, dass er im Falle seiner Genesung die vorgegebenen Bedingungen zur Aufhebung der Exkommunikation erfüllen wolle. Kurz darauf erklärte er auch Erzbischof Adalbert III. von Salzburg seine Unterwerfung unter die Bedingungen des Papstes. So wurde die Exkommunikation durch Erzbischof Adalbert III. wieder aufgehoben. Bald darauf, am 31. Dezember 1194, starb Herzog Leopold in Graz an den Folgen seiner Verletzung. Er wurde im Kapitelhaus des Stifts Heiligenkreuz kirchlich beigesetzt.

### Leopold und Österreichs rot-weiß-rote Flagge
Sein weißer Waffenrock soll in den Kämpfen bei der Belagerung von Akkon 1191 rot von Blut gewesen sein. Als er seinen breiten Gürtel abnahm, war ein weißer Streifen zu erkennen. Da sein Banner (vermutlich schwarzer Panther auf silbernem Grund) während der Schlacht verloren ging, soll ihm Kaiser Heinrich VI. das Recht erteilt haben, die rot-weiß-roten Farben als neues Banner zu tragen. So soll die Flagge Österreichs entstanden sein.

## Familie
Leopold war der ältere Bruder von Herzog Heinrich von Mödling.
Leopold V. war seit 12. Mai 1177 mit Ilona (Helene) (* 1158, † 25. Mai 1199), einer Schwester des ungarischen Königs Béla III. verheiratet.
Kinder aus dieser Ehe:
- Friedrich I., 1195–1198 Herzog von Österreich.
- Leopold VI., 1195–1230 Herzog von Steiermark, 1198–1230 Herzog von Österreich
- Agnes[7]

## Rezeption
Durch die kaiserliche Entschließung von Franz Joseph I. vom 28. Februar 1863 wurde Leopold V. in die Liste der „berühmtesten, zur immerwährenden Nacheiferung würdiger Kriegsfürsten und Feldherren Österreichs“ aufgenommen, zu deren Ehren und Andenken auch eine lebensgroße Statue in der Feldherrenhalle des damals neu errichteten k.k. Hofwaffenmuseums (heute: Heeresgeschichtliches Museum Wien) errichtet wurde. Die Statue wurde 1872 vom Bildhauer Viktor Tilgner aus Carrara-Marmor geschaffen, gewidmet wurde sie von Kaiser Franz Joseph selbst.